# 932 Гуверія
932 Гуверія (932 Hooveria) — астероїд головного поясу, відкритий 23 березня 1920 року астрономом Йоганном Палізою у Віденській обсерваторії та названий на честь 31-го Президента США Герберта Гувера. Назву запропонувала вчена рада Віденського університету у зв'язку з тим, що Гувер надавав підтримку Австрії після Першої світової війни.
Тіссеранів параметр щодо Юпітера — 3,495.